# مونوسدیم فسفات
مونوسدیم فسفات (به انگلیسی: Monosodium phosphate) با فرمول شیمیایی NaH۲PO۴ یک ترکیب شیمیایی با شناسه پاب‌کم ۲۴۲۰۴ است. که جرم مولی آن 119.98 g/mol می‌باشد. شکل ظاهری این ترکیب، پودر سفید یا کریستال است.